# Napoli Femminile 2022-2023
Questa voce raccoglie le informazioni riguardanti la Società Sportiva Dilettantistica Napoli Femminile nelle competizioni ufficiali della stagione 2022-2023.

## Divise e sponsor
La grafica delle divise rimane sostanzialmente simile a quella della passata stagione fino al dicembre 2022, quando viene presentata la grafica denominata "Figlie del Vesuvio" dove sulla maglia campeggia il profilo stilizzato del vulcano che fa da sfondo a Napoli. Main sponsor è Sideralba, quello tecnico, fornitore delle tenute da gioco, Jaked.
| Casa | Trasferta |

## Organigramma societario
Come da sito societario.
Area amministrativa
- Presidente: Alessandro Maiello
- Presidente onorario: Raffaele Carlino
- Vice presidente: Luigi Rapullino
- Amministratore Delegato: Francesco Tripodi
- Consigliere: Luciano Cimmino

Area tecnica
- Direttore generale: Marco Zwingauer
- Responsabile tecnico Prima Squadra: Biagio Seno
- Vice allenatore: Pasquale Illiano
- Fitness coach: Michele Gristina
- Preparatore atletico: Pasquale Perna
- Preparatore dei portieri: Andrea Cerboneschi
- Team manager: Manuela De Luca
- Magazzinieri: Marco Maddaluno, Ciro Passaro

## Rosa
Rosa, ruoli e numeri di maglia aggiornati al 31 gennaio 2023.
| N. |                       | Ruolo | Calciatrice             |
| -- | --------------------- | ----- | ----------------------- |
| 1  | Italia (bandiera)     | P     | Sabrina Tasselli        |
| 3  | Croazia (bandiera)    | D     | Antonia Dulčić          |
| 4  | Italia (bandiera)     | D     | Martina Di Bari         |
| 5  | Italia (bandiera)     | D     | Paola Di Marino         |
| 6  | Italia (bandiera)     | C     | Valentina Puglisi       |
| 7  | Portogallo (bandiera) | A     | Adriana Faria Gomes     |
| 8  | Spagna (bandiera)     | C     | Sara González Rodríguez |
| 9  | Italia (bandiera)     | A     | Romina Pinna            |
| 13 | Marocco (bandiera)    | C     | Sabah Seghir            |
| 14 | Italia (bandiera)     | D     | Melissa Nozzi           |
| 15 | Italia (bandiera)     | D     | Aurora De Sanctis       |
| 17 | Italia (bandiera)     | D     | Federica Veritti        |

| N. |                   | Ruolo | Calciatrice           |
| -- | ----------------- | ----- | --------------------- |
| 19 | Spagna (bandiera) | A     | Elisa del Estal Mateu |
| 20 | Italia (bandiera) | C     | Giulia Giacobbo       |
| 21 | Italia (bandiera) | A     | Sara Tamborini        |
| 22 | Italia (bandiera) | P     | Matilde Copetti       |
| 27 | Italia (bandiera) | D     | Michela Franco        |
| 28 | Italia (bandiera) | C     | Lucia Strisciuglio    |
| 30 | Italia (bandiera) | C     | Giulia Ferrandi       |
| 40 | Italia (bandiera) | P     | Chiara Repetti        |
| 42 | Italia (bandiera) | D     | Melissa Toomey        |
| 44 | Italia (bandiera) | D     | Carminia Botta        |
| 88 | Italia (bandiera) | C     | Claudia Mauri         |
| 92 | Italia (bandiera) | A     | Serena Landa          |

## Calciomercato

### Sessione estiva
| Acquisti | Acquisti            | Acquisti        | Acquisti   |
| R.       | Nome                | da              | Modalità   |
| -------- | ------------------- | --------------- | ---------- |
| P        | Matilde Copetti     | Lugano          | definitivo |
| P        | Sabrina Tasselli    | Fiorentina      | definitivo |
| D        | Antonia Dulčić      | Spalato         | definitivo |
| D        | Eleonora Oliva      | Verona          | definitivo |
| D        | Melissa Toomey      | Pomigliano      | definitivo |
| C        | Michela Franco      | ChievoVerona FM | definitivo |
| A        | Adriana Faria Gomes | Torres          | definitivo |

| Cessioni | Cessioni                | Cessioni          | Cessioni      |
| R.       | Nome                    | a                 | Modalità      |
| -------- | ----------------------- | ----------------- | ------------- |
| P        | Rachele Baldi           | Fiorentina        | definitivo    |
| P        | Kelly Chiavaro          | Flamengo          | definitivo    |
| D        | Sejde Abrahamsson       | Slavia Praga      | definitivo    |
| D        | Ilaria Capitanelli      | Ternana           | definitivo    |
| D        | Emily Garnier           | Chicago Red Stars | definitivo    |
| C        | Sofia Colombo           | Lazio             | definitivo    |
| C        | Francesca Imprezzabile  | Ternana           | definitivo    |
| C        | Maddalena Porcarelli    | Cesena            | definitivo    |
| C        | Emma Severini           | Roma              | fine prestito |
| A        | Despoina Chatzīnikolaou | Lazio             | definitivo    |
| A        | Kaja Eržen              | Fiorentina        | definitivo    |
| A        | Eleonora Goldoni        | Sassuolo          | definitivo    |
| A        | Sole Jaimes             | Flamengo          | definitivo    |
| A        | Evdokija Popadinova     | Sassuolo          | definitivo    |

### Sessione invernale
| Acquisti | Acquisti          | Acquisti        | Acquisti    |
| R.       | Nome              | da              | Modalità    |
| -------- | ----------------- | --------------- | ----------- |
| D        | Federica Veritti  | Torres          | definitivo  |
| C        | Giulia Giacobbo   | Fiorentina      | in prestito |
| C        | Valentina Puglisi | ChievoVerona FM | definitivo  |
| C        | Sabah Seghir      | Sampdoria       | in prestito |
| A        | Elisa del Estal   | Siviglia        | definitivo  |

| Cessioni | Cessioni            | Cessioni   | Cessioni   |
| R.       | Nome                | a          | Modalità   |
| -------- | ------------------- | ---------- | ---------- |
| D        | Eleonora Oliva      | Genoa      | definitivo |
| C        | Antonella Albertini | Tavagnacco | definitivo |
| C        | Roberta Illiano     | ???        | definitivo |
| A        | Samia Adam          | Torres     | definitivo |

## Risultati

### Serie B

#### Girone di andata
| Arbitro: | De Stefanis (Udine) |

|                     |           |                                  |
| Bielak 57’ Rosa 68’ | Marcatori | 26’ Ferrandi 36’ Nozzi 39’ Pinna |

| Arbitro: | Guerra (Venosa) |

|          |           |  |
| Gomes 7’ | Marcatori |  |

| Arbitro: | Fantozzi (Civitavecchia) |

|           |           |  |
| Gomes 27’ | Marcatori |  |

| Arbitro: | Leorsini (Terni) |

|                  |           |          |
| Eli. Mariani 82’ | Marcatori | 36’ Adam |

| Arbitro: | Bocchini (Roma 1) |

|                                                  |           |  |
| Gomes 33’, 71’ Tamborini 49’ Sara Tui 53’ (rig.) | Marcatori |  |

| Arbitro: | Andriambelo (Roma 1) |

|  |           |           |
|  | Marcatori | 90’ Pinna |

| Arbitro: | Ubaldi (Fermo) |

|                       |           |           |
| Casadei 8’ Ploner 60’ | Marcatori | 73’ Pinna |

| Arbitro: | Gavini (Aprilia) |

|                                               |           |                          |
| Ferrandi 14’ González 17’ Gomes 68’ Mauri 87’ | Marcatori | 11’ (rig.), 71’ L. Merli |

| Arbitro: | Lotito (Cremona) |

|           |           |          |
| Bison 81’ | Marcatori | 7’ Pinna |

| Arbitro: | Giudice (Frosinone) |

|                                                     |           |  |
| Gomes 46’ (rig.), 85’ De Sanctis 57’ Ferrandi 90+4’ | Marcatori |  |

| Arbitro: | Grieco (Ascoli Piceno) |

|                |           |           |
| Bertolotti 60’ | Marcatori | 82’ Gomes |

| Arbitro: | Tropiano (Bari) |

|                    |           |  |
| Gomes 9’ Pinna 55’ | Marcatori |  |

| Arbitro: | Grieco (Ascoli Piceno) |

|  |           |                         |
|  | Marcatori | 52’ Del Estal 78’ Gomes |

| Arbitro: | Di Renzo (Bolzano) |

|                         |           |  |
| Benedetti 43’ Ferin 51’ | Marcatori |  |

| Arbitro: | Pica (Roma 1) |

|                                                      |           |  |
| Pinna 2’, 65’ Gomes 4’ Del Estal 44’, 72’ Dulčić 55’ | Marcatori |  |

#### Girone di ritorno
| Arbitro: | Di Mario (Ciampino) |

|                    |           |              |
| Del Estal 34’, 66’ | Marcatori | 87’ Erlicher |

| Arbitro: | Scarpati (Formia) |

|              |           |                                                |
| Bistrian 52’ | Marcatori | 11’, 29’, 61’ Gomes 31’ Del Estal 90’ Giacobbo |

| Arbitro: | Catanzaro (Catanzaro) |

|  |           |                              |
|  | Marcatori | 35’, 72’ Gomes 65’ Del Estal |

| Arbitro: | Colelli (Ostia Lido) |

|                  |           |             |
| Pinna 89’ (rig.) | Marcatori | 64’ Mariani |

| Arbitro: | Waldmann (Frosinone) |

|            |           |                              |
| Labate 45’ | Marcatori | 27’, 54’ Del Estal 88’ Gomes |

| Arbitro: | Molinaro (Lamezia Terme) |

|                              |           |  |
| Del Estal 55’, 70’ Gomes 79’ | Marcatori |  |

| Arbitro: | Totaro (Lecce) |

|                                               |           |  |
| Del Estal 34’ Gomes 47’ (rig.), 49’ Nozzi 62’ | Marcatori |  |

| Arbitro: | Grassi (Forlì) |

|  |           |                       |
|  | Marcatori | 3’ Mauri 47’ Ferrandi |

| Arbitro: | Cappai (Cagliari) |

|                                       |           |             |
| Di Marino 42’ Del Estal 58’ Pinna 60’ | Marcatori | 19’ Rognoni |

| Arbitro: | Nigro (Prato) |

|                     |           |                                                                |
| Bloch 30’ Bargi 45’ | Marcatori | 19’ Dulčić 32’ Pinna 47’ (aut.) Lucafo 67’ Di Marino 70’ Gomes |

| Arbitro: | Tomasi (Lecce) |

|           |           |  |
| Gomes 23’ | Marcatori |  |

| Arbitro: | Tona Mbei (Cuneo) |

|                 |           |                          |
| Fuhlendorff 64’ | Marcatori | 18’ Seghir 29’ Del Estal |

| Arbitro: | Aldi (Lanciano) |

|                                 |           |  |
| Giacobbo 42’, 65’ Di Marino 77’ | Marcatori |  |

| Arbitro: | Torreggiani (Civitavecchia) |

|                            |           |                       |
| Del Estal 85’ Ferrandi 90’ | Marcatori | 6’ Saggion 90+1’ Masu |

| Arbitro: | Poli (Verona) |

|  |           |           |
|  | Marcatori | 54’ Gomes |

### Coppa Italia

#### Gironi eliminatori
| Arbitro: | Arnaut (Padova) |

|             |           |                |
| Magni 90+2’ | Marcatori | 13’, 55’ Gomes |

| Arbitro: | Silvestri (Roma 1) |

|               |           |                   |
| Del Estal 24’ | Marcatori | 76’ (rig.) Amorim |

## Statistiche

### Statistiche di squadra
| Competizione | Punti | In casa | In casa | In casa | In casa | In casa | In casa | In trasferta | In trasferta | In trasferta | In trasferta | In trasferta | In trasferta | Totale | Totale | Totale | Totale | Totale | Totale | DR  |
| Competizione | Punti | G       | V       | N       | P       | Gf      | Gs      | G            | V            | N            | P            | Gf           | Gs           | G      | V      | N      | P      | Gf     | Gs     | DR  |
| ------------ | ----- | ------- | ------- | ------- | ------- | ------- | ------- | ------------ | ------------ | ------------ | ------------ | ------------ | ------------ | ------ | ------ | ------ | ------ | ------ | ------ | --- |
| Serie B      | 74    | 15      | 13      | 2       | 0       | 41      | 7       | 15           | 11           | 3            | 1            | 31           | 14           | 30     | 23     | 5      | 2      | 72     | 21     | +51 |
| Coppa Italia | -     | 1       | 0       | 1       | 0       | 1       | 1       | 1            | 1            | 0            | 0            | 2            | 1            | 2      | 1      | 1      | 0      | 3      | 2      | +1  |
| Totale       | -     | 16      | 13      | 3       | 0       | 42      | 8       | 16           | 12           | 3            | 1            | 33           | 15           | 32     | 24     | 6      | 2      | 75     | 23     | +52 |

### Andamento in campionato
| Giornata  | 1 | 2 | 3 | 4 | 5 | 6 | 7 | 8 | 9 | 10 | 11 | 12 | 13 | 14 | 15 | 16 | 17 | 18 | 19 | 20 | 21 | 22 | 23 | 24 | 25 | 26 | 27 | 28 | 29 | 30 |
| --------- | - | - | - | - | - | - | - | - | - | -- | -- | -- | -- | -- | -- | -- | -- | -- | -- | -- | -- | -- | -- | -- | -- | -- | -- | -- | -- | -- |
| Luogo     | T | C | C | T | C | T | T | C | T | C  | T  | C  | T  | T  | C  | C  | T  | T  | C  | T  | C  | C  | T  | C  | T  | C  | T  | C  | C  | T  |
| Risultato | V | V | V | N | V | V | V | V | N | V  | N  | V  | V  | P  | V  | V  | V  | V  | N  | V  | V  | V  | V  | V  | V  | V  | V  | V  | N  | V  |
| Posizione | 1 | 1 | 1 | 1 | 1 | 1 | 2 | 2 | 2 | 2  | 4  | 2  | 2  | 3  | 2  | 2  | 2  | 2  | 3  | 3  | 3  | 3  | 3  | 2  | 2  | 2  | 1  | 1  | 1  | 1  |

Legenda:

Luogo: C = Casa; T = Trasferta. Risultato: V = Vittoria; N = Pareggio; P = Sconfitta.

### Statistiche delle giocatrici
| Giocatore       | Serie B  | Serie B | Serie B     | Serie B    | Coppa Italia | Coppa Italia | Coppa Italia | Coppa Italia | Totale   | Totale | Totale      | Totale     |
| Giocatore       | Presenze | Reti    | Ammonizioni | Espulsioni | Presenze     | Reti         | Ammonizioni  | Espulsioni   | Presenze | Reti   | Ammonizioni | Espulsioni |
| --------------- | -------- | ------- | ----------- | ---------- | ------------ | ------------ | ------------ | ------------ | -------- | ------ | ----------- | ---------- |
| S. Adam         | 6        | 1       | 0           | 0          | -            | -            | -            | -            | 6        | 1      | 0           | 0          |
| A. Albertini    | 3        | 0       | 0           | 0          | 0            | 0            | 0            | 0            | 3        | 0      | 0           | 0          |
| C. Botta        | 3        | 0       | 1           | 0          | 1            | 0            | 0            | 0            | 4        | 0      | 1           | 0          |
| M. Copetti      | 17       | -11     | 1           | 0          | 1            | -1           | 0            | 0            | 18       | -12    | 1           | 0          |
| A. De Sanctis   | 27       | 1       | 3           | 0          | 2            | 0            | 0            | 0            | 29       | 1      | 3           | 0          |
| E. Del Estal    | 21       | 14      | 0           | 0          | 1            | 1            | 0            | 0            | 22       | 15     | 0           | 0          |
| M. Di Bari      | 22       | 0       | 7           | 0          | 0            | 0            | 1            | 0            | 22       | 0      | 8           | 0          |
| P. Di Marino    | 24       | 4       | 6           | 1          | 2            | 0            | 0            | 1            | 26       | 4      | 6           | 2          |
| A. Dulčić       | 20       | 2       | 1           | 0          | 0            | 0            | 0            | 0            | 20       | 2      | 1           | 0          |
| G. Ferrandi     | 27       | 5       | 2           | 0          | 2            | 0            | 0            | 0            | 29       | 5      | 2           | 0          |
| M. Franco       | 12       | 0       | 1           | 0          | 2            | 0            | 1            | 0            | 14       | 0      | 2           | 0          |
| G. Giacobbo     | 16       | 3       | 0           | 0          | -            | -            | -            | -            | 16       | 3      | 0           | 0          |
| A.F. Gomes      | 29       | 23      | 4           | 0          | 2            | 2            | ?            | ?            | 31       | 25     | 4+          | 0+         |
| S. González     | 27       | 2       | 4           | 0          | 0            | 0            | 0            | 0            | 27       | 2      | 4           | 0          |
| R. Illiano      | 5        | 0       | 0           | 0          | 0            | 0            | 0            | 0            | 5        | 0      | 0           | 0          |
| S. Landa        | 23       | 0       | 2           | 0          | 2            | 0            | 0            | 0            | 25       | 0      | 2           | 0          |
| M. Magosso      | -        | -       | -           | -          | 0            | 0            | 0            | 0            | 0        | 0      | 0           | 0          |
| C. Mauri        | 25       | 2       | 2           | 0          | 0            | 0            | 0            | 0            | 25       | 2      | 2           | 0          |
| G. Miglionico   | ?        | 0       | ?           | ?          | 1            | 0            | 0            | 0            | 1+       | 0      | 0+          | 0+         |
| M. Nozzi        | 22       | 2       | 3           | 0          | 1            | 0            | 0            | 0            | 23       | 2      | 3           | 0          |
| E. Oliva        | 4        | 0       | 0           | 0          | 0            | 0            | 0            | 0            | 4        | 0      | 0           | 0          |
| A. Penna        | ?        | 0       | ?           | ?          | 0            | 0            | 0            | 0            | 0+       | 0      | 0+          | 0+         |
| R. Pinna        | 29       | 10      | 1           | 0          | 2            | 0            | 0            | 0            | 31       | 10     | 1           | 0          |
| V. Puglisi      | 9        | 0       | 1           | 0          | 1            | 0            | 0            | 0            | 10       | 0      | 1           | 0          |
| C. Repetti      | ?        | 0       | ?           | ?          | 0            | 0            | 0            | 0            | 0+       | 0      | 0+          | 0+         |
| S. Seghir       | 13       | 1       | 0           | 0          | -            | -            | -            | -            | 13       | 1      | 0           | 0          |
| L. Strisciuglio | 4        | 0       | 0           | 0          | 2            | 0            | 0            | 0            | 6        | 0      | 0           | 0          |
| S. Tamborini    | 25       | 1       | 1           | 0          | 1            | 0            | 0            | 0            | 26       | 1      | 1           | 0          |
| S. Tasselli     | 17       | -10     | 1           | 0          | 1            | -1           | 0            | 0            | 18       | -11    | 1           | 0          |
| M. Toomey       | 2        | 0       | 0           | 0          | 0            | 0            | 0            | 0            | 2        | 0      | 0           | 0          |
| F. Veritti      | 17       | 0       | 0           | 0          | -            | -            | -            | -            | 17       | 0      | 0           | 0          |